# Ernie Stautner
Ernest Alfred Stautner (Prienzing, Cham, 20 aprile 1925 – Carbondale, 16 febbraio 2006) è stato un giocatore di football americano e allenatore di football americano tedesco che ha giocato nel ruolo di defensive tackle per tutta la carriera con i Pittsburgh Steelers della National Football League (NFL). All'università ha giocato a football al Boston College. È stato inserito nella Pro Football Hall of Fame nel 1969.

## Carriera professionistica
Stautner fu scelto nel corso del secondo giro del Draft NFL 1950 dai Pittsburgh Steelers con cui rimase per tutta la carriera, fino al 1963. Malgrado la relativamente piccola stazza si distinse per essere uno dei migliori uomini della linea difensiva della sua epoca, diventando la colonna della difesa degli Steelers. Stautner fu convocato per nove Pro Bowl e nei suoi 14 anni di carriera saltò solamente sei partite. Fu anche inserito nella formazione ideale della lega nel 1955, 1956, 1958 e 1959. Al momento del ritiro era il leader di tutti i tempi con 3 safety e a terzo posto per fumble recuperati con 29. In carriera fu anche schierato come offensive guard.
Il 25 ottobre 1964, Stautner divenne il primo, e tuttora unico, giocatore della storia degli Steelers a vedere il proprio numero (il 70) ritirato dalla franchigia. Nel 1969, al suo primo anno di eleggibilità, fu inserito nella Pro Football Hall of Fame. Dopo la carriera come giocatore, Stautner passò al ruolo di allenatore della linea difensiva, vincendo due Super Bowl coi Dallas Cowboys negli anni settanta.

## Vittorie e premi

### Giocatore

#### Individuale
- MVP del Pro Bowl: 1

1957
- Convocazioni al Pro Bowl: 9

1952, 1953, 1955, 1956, 1957, 1958, 1959, 1960, 1961
- All-Pro: 10

1952, 1953, 1954, 1955, 1956, 1957, 1958, 1959, 1960, 1961
- Formazione ideale della NFL degli anni 1950
- Pro Football Hall of Fame (Classe del 1979)
- Numero 70 ritirato dai Pittsburgh Steelers

### Allenatore

#### Franchigia
- Super Bowl : 2

Dallas Cowboys: Super Bowl VI, Super Bowl VI
- World Bowl: 1

Frankfurt Galaxy: World Bowl III

## Statistiche
| Partite totali    | 173 |
| Fumble recuperati | 29  |
| Safety            | 3   |